# Giuseppe Accoramboni
Giuseppe Accoramboni (Preci, 24 settembre 1672 – Roma, 21 marzo 1747) è stato un cardinale italiano della Chiesa cattolica nominato da papa Benedetto XIII.

## Biografia
Giuseppe Accoramboni nacque, da genitori poveri, a Castel de Preci, della diocesi di Spoleto, il 24 settembre 1672. Studiò nel collegio spoletino dei Gesuiti annesso alla chiesa di Santa Maria della Concezione.
Si trasferì poi a Roma, dove acquistò un ampio credito presso la Curia grazie alle sue conoscenze di materie giuridiche. Innocenzo XIII lo accolse tra i Canonici della Basilica Vaticana con l'incarico di sottodatario. Benedetto XIII lo nominò suo uditore, gli conferì l'abbazia di sant'Ilario di Galliata, lo consacrò arcivescovo titolare di Filippi il 21 settembre 1724.
Nel 1728 lo creò cardinale presbitero col titolo di Santa Maria in Traspontina e lo mise a capo della diocesi di Imola. Si dedicò a restaurare la cattedrale ed il seminario, finite queste attività preferì rinunciare al vescovato per dedicarsi alle molte congregazioni in cui era stato inserito. Benedetto XIV, nel 1743, lo assegno allora alla sede suburbicaria di Frascati che resse fino alla sua morte.
Morì a Roma il 21 marzo 1747, all'età di 74 anni, e fu sepolto nella chiesa di sant'Ignazio.

## Genealogia episcopale
La genealogia episcopale è:
- Cardinale Scipione Rebiba
- Cardinale Giulio Antonio Santori
- Cardinale Girolamo Bernerio, O.P.
- Arcivescovo Galeazzo Sanvitale
- Cardinale Ludovico Ludovisi
- Cardinale Luigi Caetani
- Cardinale Ulderico Carpegna
- Cardinale Paluzzo Paluzzi Altieri degli Albertoni
- Papa Benedetto XIII
- Cardinale Giuseppe Accoramboni